# Yigal Amir
Yigal Amir —en hebreo: יגאל עמיר‎— (Herzliya, 23 de mayo de 1970) es un israelí extremista, que asesinó a Isaac Rabin, el ex primer ministro en funciones de Israel, en Tel Aviv, el 4 de noviembre de 1995, al concluir una manifestación.
Amir se encuentra actualmente condenado a cadena perpetua por ese asesinato, más seis años por herir al guardaespaldas de éste, Yoram Rubin bajo circunstancias agravantes. Tiempo después, fue sentenciado a ocho años adicionales por conspiración con otros en este asesinato, y por varios otros atentados previos contra el mismo Rabin. Amir nunca ha expresado ni el más mínimo arrepentimiento por haber cometido ese asesinato.
Numerosas organizaciones israelíes de extremistas, han llevado a cabo campañas por la liberación de Amir; sin embargo, tal y como están las cosas, pareciera que el asesino morirá en prisión, pues, la Knéset (el órgano unicameral que ostenta el poder legislativo del Estado de Israel), aprobó una ley que impide al Presidente de Israel indultar al asesino de un primer ministro.

## Biografía

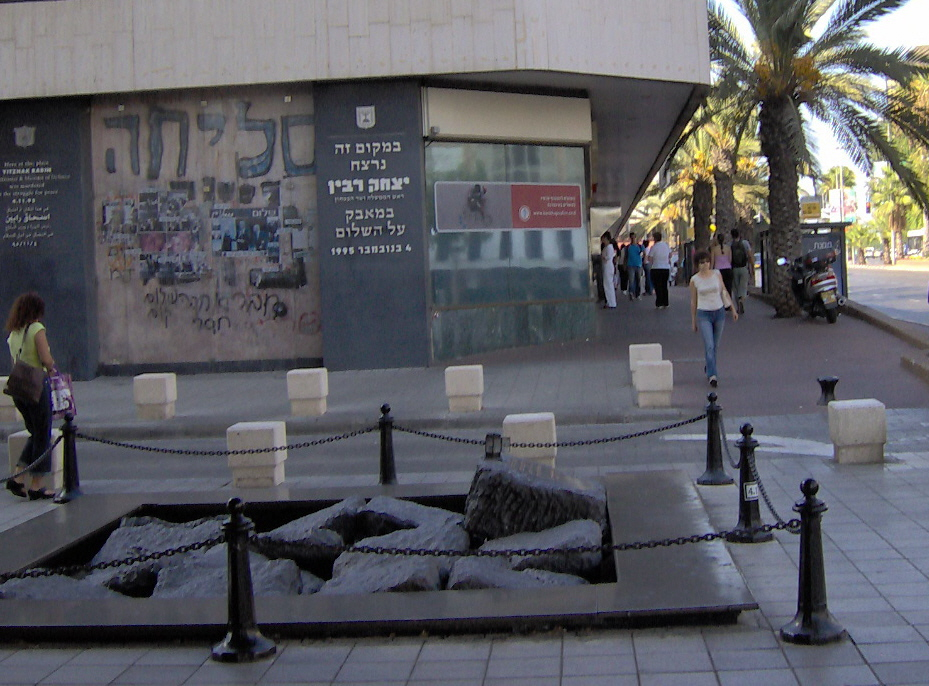
Monumento en el lugar del crimen: Ibn Gabirol Street, entre el ayuntamiento de Tel Aviv y Gan Ha'ir.

### El asesinato
El 4 de noviembre de 1995, tras una manifestación en apoyo a los Acuerdos de Oslo celebrada en la plaza de Los Reyes de Israel —actual plaza Rabin—, Amir esperó a Rabin en un estacionamiento contiguo a la plaza, cerca a la limusina oficial de Rabin. Alli Amir disparó dos veces a Rabin con una pistola semiautomática, Beretta 84F .380 ACP así mismo también hirió a un guardaespaldas (arriba mencionado) con un tercer disparo. El asaltante fue inmediatamente reducido por los otros guardaespaldas, al tiempo que se trasladaba a Rabin a un hospital Ichilov Hospital. Allí murió 40 minutos después debido a un pulmón perforado y a una pérdida extrema de sangre.
De acuerdo con las investigaciones y lo establecido durante el juicio, el hermano de Yigal, Hagai Amir, y su amigo Dror Adani, fueron sus cómplices en el desarrollo del plan del asesinato. Amir había intentado asesinar a Rabin en dos ocasiones a lo largo de 1995 pero sus planes se frustraron instantes antes de llevarse a término.
Al enterarse de que Rabin estaba muerto, Amir dijo a la policía que estaba "satisfecho" y que estaba actuando por "órdenes de Dios." En su juicio, Amir dijo que no le importaba si el resultado era la muerte o la parálisis para él, siempre y cuando Rabin estuviera "fuera de juego." Amir, en ningún momento expresó ni el más mínimo arrepentimiento por sus acciones

### Documentación legal
- Extractos de los fundamentos de decisión de la sentencia de Yigal Amir- Extractos del Estado de Israel vs. Yigal Amir, 27 de marzo de 1996
- Yigal Amir vs. the Prison Authority Archivado el 18 de octubre de 2015 en Wayback Machine. en la Corte Suprema de Justicia, 8 de agosto de 1999
- Yigal Amir, Hagai Amir y Dror Adani vs. el Estado de Israel Archivado el 8 de febrero de 2016 en Wayback Machine. en la Corte Suprema, 29 de agosto de 1999
- Yigal Amir vs. the Prison Authority Archivado el 4 de marzo de 2016 en Wayback Machine. en la Corte Suprema de Justicia, 8 de noviembre de 2004

### Sitios webs
- Pitchon Pe – Sitio web de la familia Amir.
- Yigal Amir en NNDB
- Yigal Amir en Internet Movie Database (en inglés).

- Datos: Q319029
- Multimedia: Yigal Amir / Q319029